# 告身
告身是中國古代任命官员的委任状。告身始于南北朝末期，這一制度在隋朝、唐朝時確立。告身內的文字通常由中央主管機關書寫，向官員告知其官職是由皇帝批准後授予，官員要將告身收藏好。